# Pericyclocera
Pericyclocera is een geslacht van insecten uit de familie van de Bochelvliegen (Phoridae), die tot de orde tweevleugeligen (Diptera) behoort.

## Soorten
- P. cata (Melander and Brues, 1903)
- P. floricola Borgmeier, 1966